# Karaja
Karaja, eigentlich Ivana Karaja (* 1978 in Berlin), ist eine deutsche Sängerin und Tänzerin.

## Leben
Karaja ist das Kind zweier professioneller Tänzer. Mit 16 Jahren zog sie nach London, um dort ebenfalls eine Tanzausbildung abzulegen. Danach arbeitete sie ab 1997 als Tänzerin und Backgroundsängerin in West End. 2001 bewarb sie sich erfolgreich als Hintergrundtänzerin von Shaggy für seinen Auftritt bei der ITV-Sendung The Record of the Year. Dadurch wurde der Produzent Maik Schott auf sie aufmerksam. Mit ihm brachte sie noch im gleichen Jahr die Electronic-Singles Love Me und She Moves (La La La) heraus, deren Texte von der Niederländerin Jackie Bredie stammen.
Karajas Trance-Single She Moves (La La La) stieg europaweit in die Charts. In Frankreich, Griechenland und Spanien war sie in den Top Ten. Sie wurde außerdem in diverse Dance-Compilationen aufgenommen, unter anderem von Ministry of Sound, Sony Music und EMI. Der schwedische Regisseur Patric Ullaeus gestaltete das dazugehörige, aufwendige Video, das in Göteborg aufgenommen wurde. Es zeigt Karaja, die zunächst in einer Badewanne sitzt, während durch die Fenster ihrer futuristischen Wohnung eine virtuelle Stadt zu sehen ist, über die sie später mit einem Hightechfahrzeug fliegt.
2002 veröffentlichte Karaja zwei weitere Singles, konnte jedoch nicht mehr an ihren Erfolg anknüpfen.

## Diskografie

### Singles
- 2001: Love Me, Tempo Music
- 2001: She Moves (La La La), Sushi Tunes
- 2002: What About Us, Tempo Music
- 2002: Hurt So Much, Motivo Productions

## Belege
1. ↑  Chartquellen: UK, DE
2. 1 2  Bericht über Karaja in De Telegraaf - Binnenland vom 14. September 2002

| Personendaten    | Personendaten                  |
| ---------------- | ------------------------------ |
| NAME             | Karaja                         |
| ALTERNATIVNAMEN  | Karaja, Ivana                  |
| KURZBESCHREIBUNG | deutsche Sängerin und Tänzerin |
| GEBURTSDATUM     | 1978                           |
| GEBURTSORT       | Berlin                         |